# NHL Heritage Classic 2016

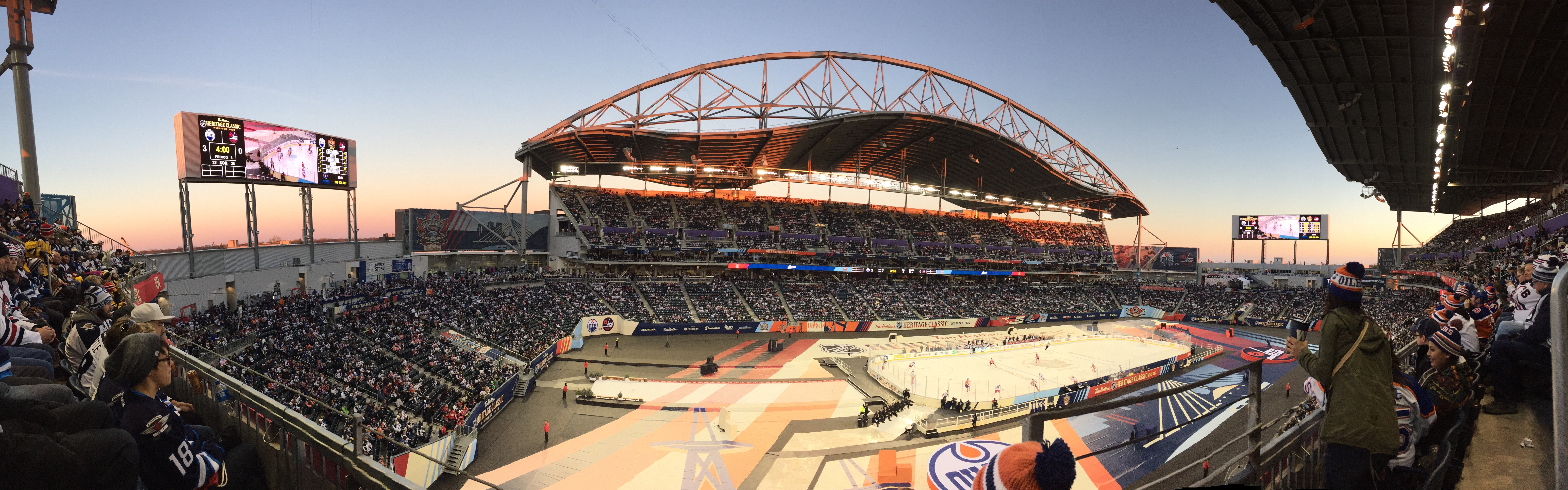
Panorama des Investors Group Field während des NHL Heritage Classic 2016

Das NHL Heritage Classic 2016 war ein Freiluft-Eishockeyspiel, das am 23. Oktober 2016 im Rahmen der Saison 2016/17 der National Hockey League (NHL) ausgetragen wurde. In dieser vierten Auflage des NHL Heritage Classics gewannen die Edmonton Oilers im Investors Group Field von Winnipeg mit 3:0 gegen die Winnipeg Jets.

## Hintergrund
Bereits im Dezember 2013 wurde bekannt, dass sich die Winnipeg Jets mit der National Hockey League auf die Ausrichtung eines NHL Heritage Classic geeinigt hatten. Anlass sollte das fünfjährige Bestehen der Jets seit der Umsiedlung der Atlanta Thrashers im Jahre 2011 sein, sodass eigentlich die Saison 2015/16 zur Austragung anvisiert wurde. Als Austragungsort wurde das Investors Group Field in Winnipeg gewählt, das als Heimspielstätte der Winnipeg Blue Bombers aus der Canadian Football League fungiert. Im Januar 2015 wurde verkündet, dass sich die NHL mit den Blue Bombers nicht auf ein Datum einigen konnten und das Heritage Classic auf die Saison 2016/17 verschoben wird. Hintergrund war, dass den Blue Bombers der anvisierte Termin im Dezember 2015 zu nahe an der 103. Ausrichtung des Grey Cups im gleichen Stadion am 29. November 2015 war.
Im März 2016 gab die NHL den endgültigen Termin für das Heritage Classic bekannt, den 23. Oktober 2016. Man entschied sich erstmals zu einer Austragung im Herbst, um dem strengen Winter Manitobas zu entgehen.
Für die Winnipeg Jets war es die erste Teilnahme an einem Freiluftspiel der NHL, während die Edmonton Oilers bereits das NHL Heritage Classic 2003 gegen die Canadiens de Montréal bestritten hatten. Um dem historischen Anspruch eines Heritage Classic gerecht zu werden, traten die Jets unter den Farben des von 1972 bis 1996 in der Stadt beheimateten Franchise gleichen Namens an. Die Oilers liefen ebenfalls in historisch inspirierten Trikots auf.
Am Tag vor dem Heritage Classic, dem 22. Oktober 2016, fand an gleichem Ort das Heritage Classic Alumni Game mit einer Vielzahl von ehemaligen Stars beider Teams statt. Zu den Teilnehmern auf Seiten der Oilers gehörten unter anderem Wayne Gretzky, Paul Coffey, Esa Tikkanen, Mark Messier und Jari Kurri, während die Jets unter anderem von Dale Hawerchuk, Teemu Selänne, Kris King, Thomas Steen und Teppo Numminen vertreten wurden. Das Alumni Game gewannen die Jets mit 6:5.

## Spiel
Der ursprünglich auf 13:00 Uhr Ortszeit angesetzte Beginn des Spiels wurde wegen anhaltenden Sonnenscheins und somit zu hoher Temperaturen um fast zwei Stunden verschoben.

### Verlauf
| 23. Oktober 2016 15:53 Uhr (Ortszeit) | Winnipeg Jets | 0:3 (0:0, 0:3, 0:0) Spielbericht | Edmonton Oilers Mark Letestu (29:24) Darnell Nurse (31:10) Zack Kassian (37:16) | Investors Group Field, Winnipeg, Manitoba Zuschauer: 33.240 |

Als Three Stars wurden Cam Talbot, Zack Kassian und Mark Letestu ausgezeichnet.

### Kader
| Winnipeg Jets   | Torhüter: Connor Hellebuyck, Michael Hutchinson 1 Verteidiger: Dustin Byfuglien (A), Ben Chiarot, Tobias Enström, Josh Morrissey, Tyler Myers, Paul Postma Angreifer: Joel Armia, Alexander Burmistrow, Kyle Connor, Nikolaj Ehlers, Patrik Laine, Adam Lowry, Shawn Matthias, Mathieu Perreault, Mark Scheifele (A), Drew Stafford, Brandon Tanev, Blake Wheeler (C) Cheftrainer: Paul Maurice |
| Edmonton Oilers | Torhüter: Jonas Gustavsson 1, Cam Talbot Verteidiger: Eric Gryba, Oscar Klefbom, Adam Larsson, Darnell Nurse, Kris Russell, Andrej Sekera Angreifer: Leon Draisaitl, Jordan Eberle (A), Zack Kassian, Anton Lander Mark Letestu, Milan Lucic (A), Patrick Maroon, Connor McDavid (C), Ryan Nugent-Hopkins, Tyler Pitlick, Benoît Pouliot, Jesse Puljujärvi Cheftrainer: Todd McLellan           |
|                 | 1 Hutchinson und Gustavsson standen als Ersatztorhüter im Kader, kamen allerdings beide nicht zum Einsatz. |